# Castiel (Supernatural)
Castiel (apodado "Cas")es un personaje ficticio de la serie de fantasía de la cadena estadounidense The CW Supernatural (conocida en España y Latinoamérica como Sobrenatural), interpretado por Misha Collins. Es el primer ángel del Señor que aparece en la serie y sirve para introducir el tema de la teología cristiana al inicio de la cuarta temporada. Castiel rescata a Dean Winchester del Infierno y lo ayuda (tanto a él como a su hermano Sam) en su lucha contra diversas entidades sobrenaturales. Entre sus habilidades como ángel, tiene la capacidad de matar demonios. En sus primeras apariciones, Castiel se muestra como un soldado completamente devoto a Dios y desprovisto de emociones. Sin embargo, sus interacciones con Dean y Sam, así como algunas revelaciones acerca de Dios y sus compañeros ángeles, lo empiezan a humanizar. A pesar del que esto le causa un gran conflicto interno, también le ayuda a desarrollar voluntad propia a medida que avanza la trama y permite a la serie tratar uno de sus temas recurrentes: el libre albedrío. 
A diferencia de la imagen estereotípica de los ángeles en televisión, Castiel (y el resto de ángeles dentro de la mitología de la serie) no siempre ayuda a la gente y está dispuesto, al menos en sus primeras apariciones, a matar a inocentes si la situación lo requiere. Originalmente, Collins se preparó para un papel de demonio, puesto que el creador de la serie Eric Kripke no quería que los fans descubrieran que iban a introducirse ángeles en la serie. Collins preparó el personaje leyendo el libro bíblico del Apocalipsis y basó su actuación en su hermano menor. La crítica y los fans respondieron muy favorablemente al personaje y, en consecuencia, los creadores expandieron su papel, ascendiéndolo a la categoría de miembro principal del reparto (junto a Jared Padalecki y Jensen Ackles) en las temporadas 5 y 6. Tras hacer apariciones más breves durante las temporadas 7 y 8 (en las que figura como estrella invitada), Collins fue ascendido de nuevo a la categoría de miembro principal del reparto en las temporadas 9 a 15.

## Participación del personaje
Castiel es un ángel que rescata a Dean Winchester del infierno. Intenta comunicarse con él dos veces después de su resurrección, pero no puede debido a que asumió incorrectamente que Dean podría tolerar el poder de su verdadera voz. 
Más adelante, se presenta a Dean dentro del cuerpo de un anfitrión humano: Jimmy Novak, y le dice que le salvó porque Dios tiene un trabajo para él. Sin embargo, Dean es escéptico, aunque Bobby y Sam crean que lo que dice Castiel es verdad, ya que no hay otro ser que pueda sacar un alma del infierno y que sea también inmune a todos los métodos conocidos de matar a criaturas sobrenaturales.
Después de los acontecimientos del episodio Are You There God? It's Me, Dean Winchester, Castiel aparece ante Dean una vez más, felicitándolo por ocuparse de los testigos. Dean está enfadado con él por saber lo que estaba pasando y no ayudarles. El ángel le explica que estaba en el campo de batalla, y como los testigos son apenas uno de los 66 sellos, los cuales Lilith está rompiendo para liberar a Lucifer., algo que están intentando parar a toda costa. Cuando se harta de los insultos de Dean, Castiel le dice a Dean que “seis de sus hermanos” habían muerto esa semana, y si Dean no quería ser enviado de nuevo al infierno, debería mostrarle mayor respeto.
En el episodio In the Beginning, Castiel envía a Dean al pasado al momento en el que Azazel había hecho un pacto con Mary Winchester para demostrar a Dean todo lo que los ángeles sabían del plan del demonio. Sin embargo, admite que desconocen la meta principal que Azazel tiene para sus niños psíquicos. Cuando Castiel devuelve a Dean al presente, le dice que no están seguros del lugar de Sam en el plan de Azazel y que se está metiendo en un camino peligroso, en el que ni él ni los demás ángeles sabían dónde acabaría, y le cuenta que Sam, se había ido esa noche con Ruby. Castiel le dice a Dean dónde se encuentra su hermano y le da un ultimátum: O hace que Sam pare de usar los poderes que le otorgó Azazel, o lo detendrán los ángeles.
En el episodio It's the Great Pumpkin, Sam Winchester, Sam conoce a Castiel en persona por primera vez, así como a otro ángel, Uriel. Sam está muy emocionado por ver a los ángeles, Castiel vacila pero tras unos instantes acepta estrechar su mano. Les explica quién es la bruja que los hermanos estaban cazando, advirtiéndoles que estaba intentando romper inconscientemente uno de los 66 sellos.
Les revela que los ángeles no pueden permitir que otro sello sea destruido, y por ello traen a un ángel “especialista”, Uriel, para destruir violentamente el pueblo entero en un esfuerzo de destruir a la bruja. Perturban a Dean y Sam incapaces de comprender semejante método, Dean intenta eventualmente convencerlos de otra manera rechazando la petición de salir de la ciudad. Siendo importantes para el cielo, y aparentemente para Dios, los ángeles no se atreverían a matarles. Castiel, apareciendo ya renuente a realizar sus supuestas órdenes, permite que Dean haga lo que desea. En una conversación más íntima con Uriel, él regaña a su socio por los insultos hacia la humanidad que insulta refiriéndoles como “monos del fango”, y le dice que deben continuar siguiendo sus “verdaderas órdenes.” Después de que los hermanos Winchester vencen al demonio Samhain, Castiel le hace a Dean otra visita, revelándole que sus órdenes verdaderas eran seguir sus órdenes. Él entonces dice a Dean que considera a los seres humanos como “obras de arte,” siendo creaciones de su padre, y que rezaba que él elegiría salvar la ciudad. Castiel confiesa a Dean por primera vez, que tiene a veces tiene dudas, que ya no sabe qué es en verdad lo correcto y cuál es la verdad de las cosas. Castiel se despide de Dean con una advertencia de que el infierno sería traído a la tierra si fallan en su misión de impedir la liberación de Lucifer, y que no siente ninguna envidia de la responsabilidad que ha sido puesta en los hombros del cazador.
En el episodio 'I Know What You Did Last Summer', Castiel regresa con Uriel buscando a Anna Milton, una muchacha con una capacidad especial de oír todas las comunicaciones entre los ángeles. Planean matar a la muchacha, aunque por razones que van más allá de la comprensión inicial de los hermanos. Se revela más adelante en el episodio "Heaven and Hell" que Anna fue una vez un ángel, y que ella superó en rango a Castiel de la misma forma que él está sobre Uriel. Así, no solo podría ella ser interrogada por el infierno sobre lo que puede oír, pero también de lo que sabe ya del Cielo. Aunque el grupo consiguió escapar, los dos ángeles los siguen eventualmente con la información de un Dean amenazado. Lo habían amenazado de enviarlo de nuevo al infierno, y aunque él todavía se opuso, se rindió eventualmente cuando amenazaron matar también a Sam. Es Uriel y no Castiel quien acude a entregar a Dean este mensaje, Uriel explica esta situación confesándole a Dean que Castiel tiene una debilidad, y es que Dean le gusta. Una vez allí, Castiel expresa dolor en tener que matar a Anna. Ella fríamente le contestó que él no podría sentir el poder completo de esa emoción. Antes de que puedan llevar a cabo su deber, son enfrentados por Alastair y dos de sus demonios. Una lucha se desata, y Castiel procura destruir a Alastair mientras que Uriel se deshace de los otros. Desafortunadamente, Alastair prueba ser mucho más fuerte que Castiel, y no solo rechaza los poderes del ángel, sino que lo golpea fácilmente y lo deja en el suelo de un solo golpe. El demonio entonces comienza a pronunciar un hechizo de propósito desconocido, que parece ser bastante poderoso al provocar miedo en Castiel. Sin embargo Dean le salva, y entonces todos se protegen cuando Ana recupera sus poderes. Aunque Uriel expresa su ira en Dean, Castiel, agradecido con Dean por haberlo salvado, detiene a su subordinado y se marcha.
Meses después, Castiel usando la voz de Bobby Singer advierte a Sam sobre uno de los sellos que está en peligro de ser roto. Después de que el sello es salvado y los hermanos están separados, Alastair confronta a Dean. Sin embargo, Castiel llega a tiempo y captura al demonio. Después de varios días de interrogación no logran extraerle información al demonio especialmente cuando le preguntan sobre cómo los demonios están matando ángeles. Castiel y Uriel se ven forzados a pedirle a Dean que torture a Alastair. Castiel no parece muy feliz de que Dean lo haga, pero Uriel, quien ahora es el superior de los dos, insiste en que Dean tiene experiencia.
A través de misteriosas circunstancias, Alastair logra escapar de la trampa del diablo colocada por Castiel y hiere de gravedad a Dean. Castiel interviene una vez más, pero no puede hacer nada contra Alastair. Sam aparece y utilizando sus poderes demoniacos mata a Alastair antes de que este mate a Castiel, tras hacerle confesar que no son los demonios quienes están matando ángeles. 
Sospechoso del escape de Alastair, Castiel confronta a Uriel y le pide que le diga la verdad. Uriel admite que él no es como Castiel y que él está trabajando para liberar a Lucifer, que él es quien ha estado matando ángeles porque lo único que puede matar a un ángel es otro ángel (o más concretamente su espada angelical). Uriel le pide a Castiel que se una a él, pero Castiel se rehúsa. Ambos empiezan una batalla en la que Uriel está a punto de vencer y matar a Castiel, pero Anna le salva matando a Uriel. Después, Castiel visita a Dean en el hospital, donde le dice que Dean fue quien rompió el primer sello y por lo tanto él es la única persona que puede evitar el apocalipsis. Dean, quien está destrozado por saber que es quien empezó todo esto, le dice a Castiel que se busque a otro héroe ya que él no es suficientemente fuerte para hacerlo.
En el episodio 'The Monster At The End Of This Book' Dean finalmente se quiebra y ruega por ayuda cuando un profeta prevé que Sam se dejará seducir por Lilith. Castiel aparece y, aunque no puede ayudarlo directamente, rompe las reglas dándole una pista sobre la forma de salvar a Sam explicando que si un profeta está en peligro, un arcángel aparecerá violentamente a protegerlo. Dean utiliza esta información para obligar a Lilith a huir. 
Él regresa en el episodio 'The Rapture', entrando en los sueños de Dean indicando que tiene que decirle algo importante. Aunque, cuando Sam y Dean van a reunirse con él, en lugar de él encuentran a Jimmy Novak, el anfitrión de Castiel, que dice tener pocos recuerdos de su vida como ángel.
Anna cree que las acciones de Castiel deben tener "enojado" a uno de sus superiores, que lo obligaron a regresar de nuevo al Cielo. Cuando Jimmy se sacrifica al final del episodio tratando salvar a su familia de los demonios, vuelve Castiel, teniendo a la hija de Jimmy como su nuevo recipiente anfitrión. Después de que los demonios son asesinados, antes de morir, Jimmy le pide a Castiel que vuelva a entrar en su cuerpo a fin de que su hija pueda tener una vida normal y no tenga que vivir como el recipiente de un ángel.
Dean entonces le pregunta qué era lo que necesitaba decirle, pero Castiel le responde fríamente que su lealtad es para el Cielo, no para la humanidad y sobre todo no para Dean.
En el episodio 'When The Leeve Breaks' Dean toma el juramento de fidelidad a Dios y sus ángeles, y Castiel le dice que está por llegar la hora en que deberá seguir las órdenes de Dios sin cuestionarlo. Más adelante en el episodio, Castiel libera a Sam que se estaba dexintoxicando de la sangre de Demonio en el cuarto del Pánico de Bobby. Cuando Anna se enfrenta a él sobre sus acciones, otros ángeles aparecen y la capturan.
En el episodio 'Lucifer Rising', mientras Sam se encuentra buscando a Lilith, los ángeles encierran a Dean en una idílica habitación. Allí Zachariah informa a Dean que va a ser tan cómodo como sea posible, porque quieren que esté seguro y relajado por lo que ha de venir. Dean se niega a permanecer inactivo, y continuamente solicita ver a Sam. Castiel se niega.
Más tarde, Dean descubre que el plan de los ángeles es que Sam rompa el último sello e inicie el apocalipsis. Dean implora a Castiel que le ayude a llegar a Sam y evitar que el sello final se rompa, el ángel se niega y se marcha. Sin embargo las suplicas de Dean logran convencer al ángel que momentos después regresa dispuesto a ayudar. El ángel usa un hechizo para enviar de vuelta al cielo a Zachariah. Y luego toma a Dean para ver al Profeta Chuck, que conoce la ubicación de Sam.
Debido a que ambos están perturbando lo previsto en el Evangelio de Chuck, un arcángel comienza a descender. Castiel envía a Dean con Sam, mientras que él elige permanecer allí para entretener al arcángel.
En la quinta temporada se revela que Castiel fue asesinado por Rafael, pero Dios lo devolvió a la vida. Tras esto Castiel decide iniciar su búsqueda de Dios ya que es el único que puede detener a Lucifer.
En esta quinta temporada él se rebela contra el Cielo, al mismo tiempo intenta buscar a Dios, y de una manera se llega a involucrar más en los asuntos humanos.
En la temporada cinco, cuando los Winchester van a encontrarse con Zacarias, este usa un hechizo que manda a los ángeles a otro lugar en su propio cuerpo, por lo que pierde los poderes y acaba en un hospital como un humano más.
En la Sexta temporada, Castiel va cambiando su humor, distrayéndose y volviéndose más "humano", en una ocasión acaba viendo una pedazo de una película porno delante de Dean y Sam porque era lo que había en la televisión (episodio 10), al final de dicho capítulo besa a Meg, tras quedar encerrados en una trampa de Crowley, que les envía a los perros del infierno. Se vuelve más humano en el episodio "Appointment in Samara".
Sin embargo, en los capítulos finales de la sexta temporada, se muestra que Crowley y él estuvieron trabajando juntos todo ese tiempo. En el capítulo final Sam descubre que el ángel había formado un 'muro' en su mente. Aquel que se había creó para que olvidase su pasado una vez el alma del joven fue devuelta a su cuerpo tras su estancia en la 'caja' con los arcángeles Lucifer y Miguel durante un año. En el mismo episodio, sin esfuerzo, elimina a Baltazar porque este lo había traicionado dándole información a los cazadores y al final elimina a Rafael, otro de sus aliados. Todo esto se consigue debido a que habría absorbido las almas del purgatorio junto con los llamados 'Leviatanes' para ser poseedor de bastante poder con el que gobernar el Cielo,  lo que lo habría corrompido, hasta el punto de que se proclama el nuevo Dios. Textualmente les dijo a Dean, Sam y Bobby: "arrodíllense ante mí, o los destruiré"
Tras haberse alimentado de las almas del purgatorio, hacer de "Dios" durante un tiempo, y finalmente estallar por el enorme poder y presión que los Leviatanes que quedaron dentro de su recipiente suponían para el cuerpo anfitrión del ángel, éste muere en el primer capítulo de la séptima temporada para aparentemente volver en el capítulo diecisiete "The Born-Again Identity" (La identidad del renacido), solo que cambiado. Ahora Castiel no reconoce su identidad, la explicación de su reaparición es, parece ser, que sus restos viajaron por un río (siendo 'resucitado' por Dios, al parecer) hasta ser encontrado por una joven mujer (Daphne Allen). Ella cuidó de él durante meses, convirtiéndose poco después en su futura esposa en la época en que se mantuvo con amnesia. Con el nombre de Emanuel Castiel pasó meses llevando una vida de humano cualquiera, con la peculiaridad de que sus poderes se habían mantenido intactos. El resto de cazadores, sin conocer la existencia de los ángeles, se habían acercado a él, haciéndole toda clase de pruebas para conocer quién era ese misterioso curandero que tenía, entre otras facultades (como la de ver el auténtico rostro de los demonios), la de poder de curar a los humanos de casi cualquier mal físico y mental. Sin ninguna respuesta del porqué de sus habilidades, Castiel o como ahora se le conocía Emanuel, se dedicaba a vivir una vida tranquila con su nueva esposa, curando a enfermos que iban a buscar su consejo. La gente que acudía a él lo tomaban por un sanador con un don divino, sin saber cuánta razón llevaban en realidad. 
Entretanto, la 'pared' mental de Sam Winchester para olvidar todo lo que había sufrido en la 'caja' se había resquebrajado por completo. Ahora el joven tenía alucinaciones constantes, viendo a Lucifer haciendo atrocidades por todas partes. Tras días sin dormir, atormentado por su propio subconsciente, es internado en un centro psiquiátrico. Dean Winchester, su hermano mayor, estaba claramente desesperado. Sabía que debía existir una forma de eliminar el dolor de su hermano así, sin nadie más a quien acudir, pidió ayuda a otros cazadores los cuales le hablaron de un curandero llamado 'Emanuel' (Castiel, sufriendo amnesia). Dean va en busca de ese supuesto curandero, matando en su camino a unos demonios que tenían secuestrada a la mujer de éste. A su encuentro viene finalmente Emanuel, el cual acepta en ayudarle. Cuando el cazador ve al ángel claramente le cambia el rostro, sintiéndose feliz aunque sin poder verse capaz de abrazar a su amigo ahora que no recuerda nada de su pasado. En el viaje de carretera de vuelta le cuenta lo que había hecho 'Castiel' en el pasado, hablándole así al ángel de sí mismo como si fuera una tercera persona, tratando de algún modo que recuerde sin confesar nada directamente.
Fue en la parada de una gasolinera cuando se topan con Meg, la cual fuerza a Dean a incluirla en el grupo si no quiere que le confiese toda la historia a Cass. Todo el plan de ocultarle su pasado se vino abajo cuando llegaron al hospital donde Sam había ingresado. Estaba totalmente rodeado de demonios, conocedores de que un Winchester había sido encerrado; dispuestos a aprovechar la oportunidad.  Forzado por la imposibilidad de matarlos a todos usando las manos, Dean es obligado por Meg a confesarle la verdad al ángel. Éste, sin recordar aún su pasado acepta la responsabilidad que su condición como ser divino conlleva, enfrentándose él solo a toda esa legión de demonios; recuperando en el proceso todos y cada uno de sus recuerdos. Castiel, horrorizado por todas las malas acciones que había hecho. El genocidio en el Cielo, y el resto de locuras, intenta irse. Sin embargo, Dean le convence para que les acompañe dentro y salve a su hermano. En el interior del edificio llegaron justo a tiempo para salvar a Sam de un demonio que estaba a punto de aplicarle terapia de electro-shock hasta la muerte, siendo ahora el turno del ángel para esforzarse tratando salvarle con sus poderes. Sin ninguna respuesta al estar el muro totalmente derruido, Castiel encuentra su redención pidiendo disculpas a los chicos y tomando la enfermedad de Sam para sí. De este modo permanece internado en el hospital psiquiátrico, teniendo a la demonio Meg (infiltrada haciendo el papel de enfermera) como cuidadora mientras los Winchester se encargan de la caza.
Unos meses después (cuando los Winchester descubren la palabra de dios) despierta pero con una personalidad pacifista y relajada. Entrega a los Winchester un frasco con su sangre para realizar el ritual necesario para matar a Richar Roman. Cuando Richar muere fue mandado al Purgatorio, junto a Dean.
En los primeros episodios de la octava temporada se lo puede observar fuzgamente en algunos recuerdos de Dean cuando ellos estaban en el Purgatorio, junto a Benny. Luego Dean empieza a verlo en el mundo humano, lo cual indica que Castiel logró escapar del Purgatorio a salvo.

### Poderes y habilidades
Como un ángel del Señor, Castiel es un ser muy poderoso. El mero hecho de percibir la apariencia física de su verdadero "rostro" es tan abrumador que es capaz de quemar los ojos de una persona, incluso de aquellas que están poseídas por un demonio. Y su verdadera voz es capaz de romper los tímpanos de quien la escuche. Sin embargo, según Castiel, algunas "personas especiales" son capaces de tolerar su verdadera apariencia y voz. Al parecer, es posible protegerse frente a tales daños personales tapándose los ojos en la presencia de un ángel. Castiel parece ser capaz de proyectar al menos una parte de su verdadero ser, como se ve al final del episodio "Lazarus Rising", cuando muestra las sombras de sus alas a Dean como prueba de que en realidad es lo que alegó (Un ángel).
Castiel posee asombrosos poderes, aunque sus capacidades no son aparentemente ilimitadas. Es al parecer inmortal, y es invulnerable a los daños mortales. Sin embargo, poderosos demonios como Alastair le pueden herir o enviar de vuelta al cielo. De manera similar a un demonio, es capaz de poseer un ser humano y utilizar plenamente el cuerpo, sin embargo, al contrario que los demonios los ángeles necesitan el permiso del ser humano al que van a poseer. También posee la habilidad de desaparecer y aparentemente materializarse de la nada. Aunque normalmente parece tratar de evitar la lucha, es un muy formidable oponente cuando es necesario pelear. Posee la capacidad de matar o exorcizar a un demonio, simplemente colocando la palma de la mano en la frente de quien es huésped. Aunque poderosos demonios como Alastair pueden ser inmunes a un ataque de ese tipo. Castiel normalmente se ocupa de los seres humanos molestos al tocar sus frentes, cuyo resultado es la inconsciencia inmediata. También posee la capacidad de viajar en el tiempo, la cual le permite teletransportarse a sí mismo y a otros a través del tiempo, aunque le es imposible cambiar el pasado. Esta habilidad le consume mucha energía especialmente si llevan gente al pasado, como se ve en el capítulo The Song Remains The Same, en el que queda inconsciente por casi cinco días, al llevar a Sam y a Dean. Aparte de ello, también tiene la aparente habilidad de curar heridas y enfermedades de gran gravedad, aunque se desconoce si es capaz de producirlas.
En la quinta temporada pierde sus poderes al usar sobre sí mismo un sello que envía a los ángeles de vuelta al cielo. Aunque más tarde tras ser asesinado por Lucifer, Dios lo trae de vuelta con poderes y habilidades mejoradas. Como por ejemplo la de resucitar a la gente sin un gran esfuerzo (cosa que hace con Bobby).
Al final de la temporada 8 Castiel pierde su gracia convirtiéndose en humano y perdiendo todos sus poderes. Aunque logra recuperar su gracia que Metatron escondió en una biblioteca.